# Sicc – Szórakoztató időtöltések, cseles csalafintaságok
 Ez a szócikk a szórakoztató könyvről szól. Nem tévesztendő össze Kálmán Jenő népszerű verses macskamese-könyvsorozatával, a Sicc-könyvekkel.
Grätzer József Sicc – Szórakoztató időtöltések, cseles csalafintaságok című könyve 1935 óta számos kiadást megért gyűjteménye a szellemes rejtvényeknek és fejtörőknek, bűvészmutatványoknak és beugratóknak, egyéni és csoportos játékoknak, valamint az ismeretterjesztés legkülönfélébb szórakoztató formáinak. A címben szereplő "Sicc" szó az alcím kezdőbetűiből összeállított rövidítés, a korábbi kiadásokon S.I.C.C., illetve SICC alakban szerepelt.
A szerző, Grätzer József Karinthy Frigyes személyi titkára volt; a maga korában „rejtvénykirály” néven ismerték.

## Fejezetei

### Tízezermester
Olyan trükkök gyűjteménye, melyekkel különféle természeti (fizikai és biológiai) jelenségeket lehet játékos és látványos formában felfedezni a lehető legegyszerűbb segédeszközökkel (például a kezünkkel, székkel, ceruzával vagy zacskóval). Meg lehet például tudni, hogyan lehet a villámlás és a mennydörgés alapján megbecsülni a vihar távolságát. – Ez a könyv leghosszabb fejezete; közel száz játékos kísérlet leírását tartalmazza.

### Betű- és szójátékok
Ebben a fejezetben szerepelnek hangzócserés játékok, szótömörítések, tréfás sajtóhibák, magánhangzórekord, valamint az eszperente nyelv részletes leírása: ahol a magánhangzók közül csupán az e használatával kell kifejezni mindent, több oldalra nyúló példatárral bemutatva.

### Tarkabarka
Játékok hasonló vagy azonos alakú, de egészen különböző jelentésű szavakkal, szótagismétléses versek, visszafelé beszélés. Dalok, valamint beszédmódok és elhalálozási módok vannak összegyűjtve foglalkozások szerint (például a vadász az örök vadászmezőkre költözik, az üvegesnek beüvegesedik a szeme), rövid történetek, melyeknek minden szava ugyanazzal a betűvel kezdődik, levélábécé, egy képtelenül hosszú, de csupán egymondatos ünnepi köszöntő, az ún. madárnyelv különböző fajtái, amikor minden szótag elé vagy után egy másikat toldunk, a kecskerímek, fordítva is értelmes szavak, valamint nyelvtörők.

### Betűrajz
Rajzok, melyek kizárólag betűkből vagy éppen számokból állnak.

### Számország
Érdekes viselkedésű számok, „gondolj egy számot” és más trükkök, számokon alapuló játékok és fejtörők.

### Rejtvényiskola
A rejtvény ábécéje: a képrejtvények, ahol a szót betűkkel és vázlatos ábrákkal jelenítjük meg, a benne rejlő szóelemek átértelmezésével, részletes gyűjteménnyel. Rejtvény-elemi: száz kérdés az általános ismeretek köréből, néhány tréfás kakukktojással. A rejtvény magasiskolája: az egyes szavakat különféle helyzetű és formájú, rajzolatú betűkkel fejezik ki – Karinthy Frigyes ajánlásával.

### Mozi és színház
Bevezetés az árnyjátékba számtalan példával, "Játsszunk színházat" játék két példával (fejtorna; többet ésszel)

### A titkok háza
A titkosírások különféle fajtáinak leírása: eltolásos, számkódos, rácsos, könyvkulcsírás, rovásírás, morzeírás, indiánok titkosírása.

### Szemfényvesztés
Képek, melyek többféleképp nézhetők; ábrák, melyek megtévesztik a gyanútlan olvasót. Optikai csalódások, csalafinta kérdések. Jól ismerjük-e a körülöttünk lévő illúziókat?

### Itt ugrik a…
Tréfák, csínyek, ugratások; ravasz kérdések és trükkös válaszok.

### Játékok
Ez a fejezet három részből áll: kicsinyek játékai (11 db), nagyobbak játékai (22 db) és szabadban játszható játékok (7 db); mindháromban gyerekek által játszható társasjátékok szerepelnek, köztük számos klasszikus játék.

### Gyufatorna
Formák gyufaszálakból.
Bemutató: hogyan lehet a legegyszerűbb vonalakból, formákból látványos figurákat rajzolni.

### Tudod-e?
Földrajzi és egyéb ismeretek gyűjteménye: adatok a Földről, űrtartalmak, legmagasabb hegyek, sebességek, állatok élettartama, időzónák, hosszúságok, súlyok, római számok, időtartamok, morzejelek, területegységek, nagy szigetek.

### Megfejtések
A könyvben szereplő fejtörők megfejtései.

## Kiadásai
- 1935
- 1957
- 1964
- 1967
- 1977, ISBN 9631107205
- 1986, ISBN 9631144488
- 1993, ISBN 9637855564
- 1995, ISBN 963785567X
- 1996, ISBN 9637855688
- 1999, ISBN 9639196444
- 2001, ISBN 963926833X